# Szász Béla (tanár)
Szász Béla (Kolozsvár, 1872. október 30. – Budapest, 1944. szeptember 29.) erdélyi magyar református lelkész, vallástanár, egyházi író.

## Életútja, munkássága
Apja id. Szász Béla költő, műfordító, egyetemi tanár. Középiskoláit szülővárosában a Református Kollégiumban végezte, 1891–95 között teológiát hallgatott Budapesten; 1895–96-ban az edinburgh-i New College hallgatója, itt teológiai magántanári képesítést is szerzett. Hazatérve Szász Károly mellett segédlelkész, majd püspöki titkár Budapesten és Kolozsváron. Közben 1898-tól a kolozsvári egyetemen is tanult. 1901-től magyardécsei lelkész. 1910-től 1940-ig a sepsiszentgyörgyi Mikó-kollégium tanára. Írásait a Református Szemle (1908–1932) közölte.

## Írásai
- Az egyházi éneklés ereje (Szamosújvár, 1906);
- A felsőbb ember és az embernek fia (Szamosújvár, 1907);
- A hitnevelés alapproblémái (Sepsiszentgyörgy, 1912);
- Br. Bánffy Dezső egyházkerületi főgondnok emlékezete (Sepsiszentgyörgy, 1912);
- Az öreg zsoltár titka (r., Brassó, 1934).